# Ahmed Wahid
Ahmed Wahid (ur. 28 listopada 1995) – egipski judoka. 
Uczestnik mistrzostw świata w 2017 i 2019. Startował w Pucharze Świata w 2015 i 2016. Brązowy medalista mistrzostw Afryki w 2016, 2019 i 2020 roku.